# Jorge Zavala Castro
Jorge Zavala Castro (Mérida, Yucatán, 24 de julio de 1961) es Investigador y médico con especialidad en patología. Fue candidato a Gobernador de Yucatán en las elecciones estatales de 2018. También fue director del Centro de Investigaciones Regionales de la Universidad Autónoma de Yucatán hasta el 26 de febrero de 2018.

## Carrera
Zavala estudió la Licenciatura de Médico Cirujano en la Facultad de Medicina  de la Universidad Autónoma de Yucatán de 1981 a 1987. Posteriormente realizó estudios de Maestría en Investigación Biomédica Básica en el Instituto de Investigaciones Biomédicas, en la Universidad Nacional Autónoma de México de 1989 a 1991. Se abocó de lleno al estudio de Doctorado en Ciencias con especialidad en Patología Experimental en el Centro de Investigación y Estudios Avanzados del Instituto Politécnico Nacional  de 1998 a 2001. Finalizó un posdoctorado en el Laboratorio de Enfermedades Rickettsiales y Ehrlichia del departamento de Patología, Centro de Biodefensa y Enfermedades Infecciosas, University of Texas Medical Branch at Galveston en 2004.
Desde 1992, es Profesor e Investigador Titular “C ” de tiempo completo, del Centro de Investigaciones Regionales "Dr. Hideyo Noguchi", Universidad Autónoma de Yucatán.

### Estudios internacionales
- Biología celular, Departamento de patología, Centro de Biodefensa y Enfermedades Infecciosas, University of Texas Medical Branch at Galveston, Doctorado (2004).
- Biología Molecular, Departamento de patología, Centro de Biodefensa y Enfermedades Infecciosas, University of Texas Medical Branch at Galveston, Doctorado (2006).
- Diagnóstico Serológico y Molecular de Rickettsias. Doctorado, Argentina (2010).
- Curso Internacional de diagnóstico molecular y serológico de agentes rickettsiales, Especialidad, Costa Rica (2011).
- Una perspectiva histórica de estudios sobre rickettsiosis en Latinoamérica. Licenciatura, Costa Rica (2011).
- Diagnóstico Serológico y Molecular de Rickettsias. Licenciatura,  Nicaragua (2012).
- Rickettsiosis en las Américas. Licenciatura, Ecuador (2011).

## Trabajos
Del año 2010 a febrero de 2018 ocupó el cargo de director del Centro de Investigaciones Regionales de la Universidad Autónoma de Yucatán “Dr. Hideyo Noguchi”.
Zavala ha publicado 80 artículos científicos, un libro sobre técnicas básicas de biología molecular y cuatro capítulos de libros de corte científico (Enfermedad de Chagas y otras tripanosomiasis, Técnicas moleculares para el estudio de parásitos en: Parasitología Médica, de las moléculas a la enfermedad, Rickettsiosis en Yucatán: Aportes al conocimiento de la salud en Yucatán, La Enfermedad de Chagas y otras tripanosomiasis en: Parasitología Médica, de las moléculas a la enfermedad. 3º Edic.)
Es autor de programas institucionales y patentes registradas en México como “deCIR UADY” y CONCIENCIA UADY, ambos programas se elaboraron como respuesta estratégica  de las necesidades de difusión y socialización de los diversos resultados de investigación generada en el Centro de Investigaciones Regionales “Dr. Hideyo Noguchi” de la Universidad Autónoma de Yucatán. Fueron concebidos desde la perspectiva humanista y con el objetivo de diseminar a todas las esferas de la sociedad el conocimiento generado promoviendo el desarrollo del conocimiento científico y cultural, destinado a la sociedad en general con énfasis a los jóvenes y niños. 

### Publicaciones
- Molecular Characterization   of   Mexican   stocks   of Trypanosoma   cruzi.   Mem.   Ins. Oswaldo cruz 1991 Suppl. I 86, 154. [7]
- Molecular characterization of  Mexican  stocks  of Trypanosoma  cruzi using  total  DNA. Am. J. Trop. Med. Hyg.[8]
- Ligands Trigger Intracellular Differentiation  of Trypanosoma  cruzi.  1995 Arch. Med. Res. 26, 449-450[9]
- Las Rickettsias del grupo de las fiebres manchadas: Respuesta Inmune y sus proteínas inmunodominantes. 2004. Revista Médica de Chile.[10]
- Serological survey of Borna Disease Virus in schizophrenic patients from Yucatán, Mexico. 2004. Revista Biomédica. 15:141-147[11]
- Isolation of Rickettsia typhi from Human, Mexico 2014, Aug;20(8):1411-2. doi:10.3201/eid2008.130095[12]
- Epidemiologic profile and clinical course of four confirmed rickettsiosis cases in Southern Mexico during 2016[13]
- Conocimientos y prevención de la rickettsiosis[14]
- Los nuevos retos de las enfermedades rickettsiales[15]

### Vinculación internacional
- Coordinador general de la Red Iberoamericana para la Investigación y Control de las Enfermedades Rickettsiales[16]
- Miembro Internacional del Center for Tropical Diseases[17]
- Profesor Afiliado, Michigan State University Evaluador de revistas nacionales e internacionales
- Evaluador de BMC Infectious Disease journal
- Evaluador del Emerging Infectious Disease journal
- Evaluador del American Journal of Tropical Medicine and Hygiene
- Evaluador del Boletín Médico del Hospital Infantil de México
- Evaluador de la Revista Scientiarum
- Evaluador de Clinical and Developmental Immunology
- Evaluador de PLoS Neglected Tropical Diseases
- Evaluador de Ticks and Tick Borne Diseases
- Evaluador de Infectious Disease Reports
- Evaluador de Journal of Travel Medicine
- Evaluador de Clinical and Vaccine Immunology
- Evaluador de International Journal of Biomedical Sciecne[18]

## Premios y distinciones
Premio “Goodwill – CRETY” 2017